# Gascoyne (Dakota del Norte)
Gascoyne es una ciudad ubicada en el condado de Bowman en el estado estadounidense de Dakota del Norte. En el censo de 2010 tenía una población de 16 habitantes y una densidad poblacional de 6,21 personas por km².

## Geografía
Gascoyne se encuentra ubicada en las coordenadas 46°7′8″N 103°4′44″O / 46.11889, -103.07889. Según la Oficina del Censo de los Estados Unidos, Gascoyne tiene una superficie total de 2.58 km², de la cual 2.58 km² corresponden a tierra firme y (0%) 0 km² es agua.

## Demografía
Según el censo de 2010, había 16 personas residiendo en Gascoyne. La densidad de población era de 6,21 hab./km². De los 16 habitantes, Gascoyne estaba compuesto por el 100% blancos, el 0% eran afroamericanos, el 0% eran amerindios, el 0% eran asiáticos, el 0% eran isleños del Pacífico, el 0% eran de otras razas y el 0% pertenecían a dos o más razas. Del total de la población el 0% eran hispanos o latinos de cualquier raza.